# Oststeirisches Hügelland
Das Oststeirische Hügelland, auch Oststeirisches Riedelland, ist eine wellige Hügellandschaft im Südosten der Steiermark, Österreich.

## Geografie

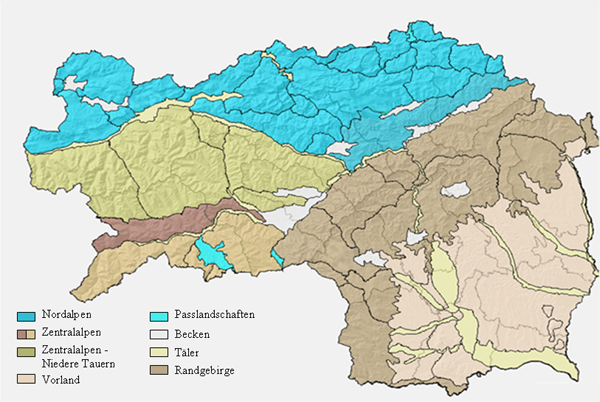
Das Steirische Hügelland (Vorland), rechts unten, mit seinen Teilen beiderseits der Murebene

Das Oststeirische Hügelland ist Teil des Alpenvorlandes im Osten und Südosten und erstreckt sich über große Teile der Oststeiermark und der Südoststeiermark. Es wird im Westen und Süden durch die Mur begrenzt und im Norden durch das östliche Grazer Bergland, die Fischbacher Alpen mit dem vorragenden Kulmmassiv, und dem Joglland mit dem Masenberg. Im Osten wird es durch die Lafnitz begrenzt. Nach der Alpenvereinseinteilung der Ostalpen kann man das Gebiet als Vorlage zum Randgebirge östlich der Mur rechnen, wenn es auch kaum mehr alpinistisch von Belang ist.
Das Oststeirische Hügelland hat eine Ausdehnung von etwa 50 × 80 km, setzt sich als Landschaftstyp geologisch-morphologisch aber fort:
- im Westen als kleineres Weststeirisches Hügelland, wobei die Grenze von der Mur gebildet wird und beide Landschaften als Steirisches Hügelland zusammengefasst werden
- und im Osten in das schmale südburgenländische Hügelland, wo es mit der Südburgenländischen Schwelle im Norden begrenzt ist, und östlich in die Vasi Hegyhát und Zalai-dombság Westungarns und die Goričko im slowenischen Prekmurje (Übermurgebiet) und dann in die Kleine Pannonische (Ungarische) Tiefebene (Kisalföld) ausstreift
- in südlicher Richtung (Slowenien) setzt sich das Hügelland – etwas anders gegliedert – als Windische Bühel (Slovenske Gorice) und Lendavske gorice (Unterlimbacher Hügelland) in der Spodnja Štajerska (Untersteiermark) und im Prekmurje (Übermurgebiet) sowie der Međimurje (Zwischenmurland) Kroatiens noch gut 40 km fort.

Im 18. Jh- gehörte das oststeirische Hügelland zum Grazer Kreis und war Teil der Untersteiermark

Geprägt wird der Landschaftsraum durch flachwellige kaum profilierte Hügelzüge, hierorts Riedel genannt, mit recht einheitlicher Streichrichtung.
Die meisten Täler der gesamten Region verlaufen nach Süden bis Südosten, was der Orografie eine typische Gliederung gibt.
Entwässert und gegliedert wird das Gebiet neben der Mur im Raum der Murebene durch die Flüsse Raab und Feistritz, und das Tal der Lafnitz bildet die Grenze. Im Allgemeinen recht einförmig, zeichnen sich im Süden drei charakteristische, wenn auch in der Umgrenzung wenig prägnante Berggebiete ab: Stradner Kogel (609 m), Gleichenberger Kögel (598 m) und Klöcher Massiv (462 m), zusammen das Steirische Vulkanland genannt, nach ihrem geologischen Ursprung.
An der Fläche des Hügellandes haben neben der Landeshauptstadt Graz folgende Bezirke Anteil: Graz-Umgebung, Leibnitz, Weiz, Hartberg-Fürstenfeld und Südoststeiermark. Ferner hat das Oststeirische Hügelland Teil an den Planungsregionen Steirischer Zentralraum (Graz und Umgebung), Oststeiermark (Bezirke Weiz und Hartberg-Fürstenfeld), und Südoststeiermark – letztere bilden zusammen die NUTS-Region Oststeiermark (AT225).

### Zum landschaftlichen Begriff der Oststeiermark
Die Bezirksgebiete greifen im Norden noch etwas in die Randgebirge der Alpen aus, sodass der Begriff Oststeiermark letztendlich mehrere, je nach thematischer Betrachtungsweise unterschiedliche, sich jedoch in weiten Bereichen überschneidende räumliche Zuordnungen umfasst. Auch landschaftlich ist die nördliche Begrenzung unterschiedlich definiert, da man die Alpenvorhügel zu Alpen wie Vorland rechnen kann: Ein deutlicher Gebirgsfuß ist hier nicht ausgebildet.
Räumlich überschneidet sich die Oststeiermark bzw. das oststeirische Hügelland mit der Südsteiermark, die sich als eigene Region erst allmählich nach Trennung der Untersteiermark von Österreich definiert hat.
Die Bezeichnung Oststeiermark bzw. oststeirisch leitet sich aus der historischen Ostmittelsteiermark des 19. Jahrhunderts ab. Das war jener Teil der Mittelsteiermark, der östlich der Mur lag und in dessen Gebiet auch das Oststeirische Hügelland zu liegen kommt. Nicht zu diesem Begriff rechnet man den Nordosten der Steiermark, die östliche Obersteiermark, heute auch Hochsteiermark genannt.
Oststeiermark und Südoststeiermark werden teils synonym für das oststeirische Hügelland verwendet. Das Weinbaugebiet Südoststeiermark umfasst alle Weinbaugebiete der Ost- und Südoststeiermark.

## Wirtschaft
Lange Zeit war die Oststeiermark durch ihre Lage nahe dem ehemaligen Eisernen Vorhang und die schwache Struktur eine benachteiligte Gegend. Die Region ist bis heute landwirtschaftlich geprägt und kennt eine Reihe lokaler Traditionen.
Das für österreichische Verhältnisse sehr milde Klima kompensiert einige Nachteile der sehr kleinräumigen Landwirtschaft und erlaubt die Kultur von Wein. Eine weitere Spezialität ist das Kernöl, welches aus Kürbissen gewonnen wird, die hier angebaut werden. In der Oststeiermark befindet sich das wichtigste österreichische Apfelanbaugebiet. Die Äpfel werden für Tafelobst oder für die Verarbeitung zu Fruchtsaft, Most (ein herber Apfelwein) und Essig verwendet.
Ein besonders wichtiger Wirtschaftsfaktor dieser Region ist der Tourismus. Themen sind hier Wandern, Radfahren, Gesundheit (Wellness), Kulinarium, Kultur, Wintersport sowie Natur.
Die Ostöffnung hat der Gegend neue Impulse gegeben, außerdem hat sich ein bedeutender Kurtourismus durch die Thermen im Süden dieses Gebietes entwickelt:
- Therme Loipersdorf
- die von Friedensreich Hundertwasser entworfene Therme Bad Blumau
- Heiltherme Bad Waltersdorf
- H2O-Therme in Sebersdorf
- Kurhaus in Bad Gleichenberg
- Parktherme Bad Radkersburg

## Bevölkerung
Im Süden, um Bad Radkersburg, hat sich eine kleine Gruppe erhalten, die des Windischen mächtig ist. Der Großteil der Bevölkerung spricht jedoch eine dem Südbairischen zugehörige deutsche Mundart mit etwas singendem Klang.